# Блондель де Нель
Блондель Нельский, вероятно, Жан I Нельский (около 1153−1155 — между 1202 и 1214) или его сын Жан II Нельский (около 1171−1241) (фр. Blondel de Nesle, также Blondianus; Jean I/II de Nesle) — французский трувер XII века, автор песен, дошедших до настоящего времени.

## Биография

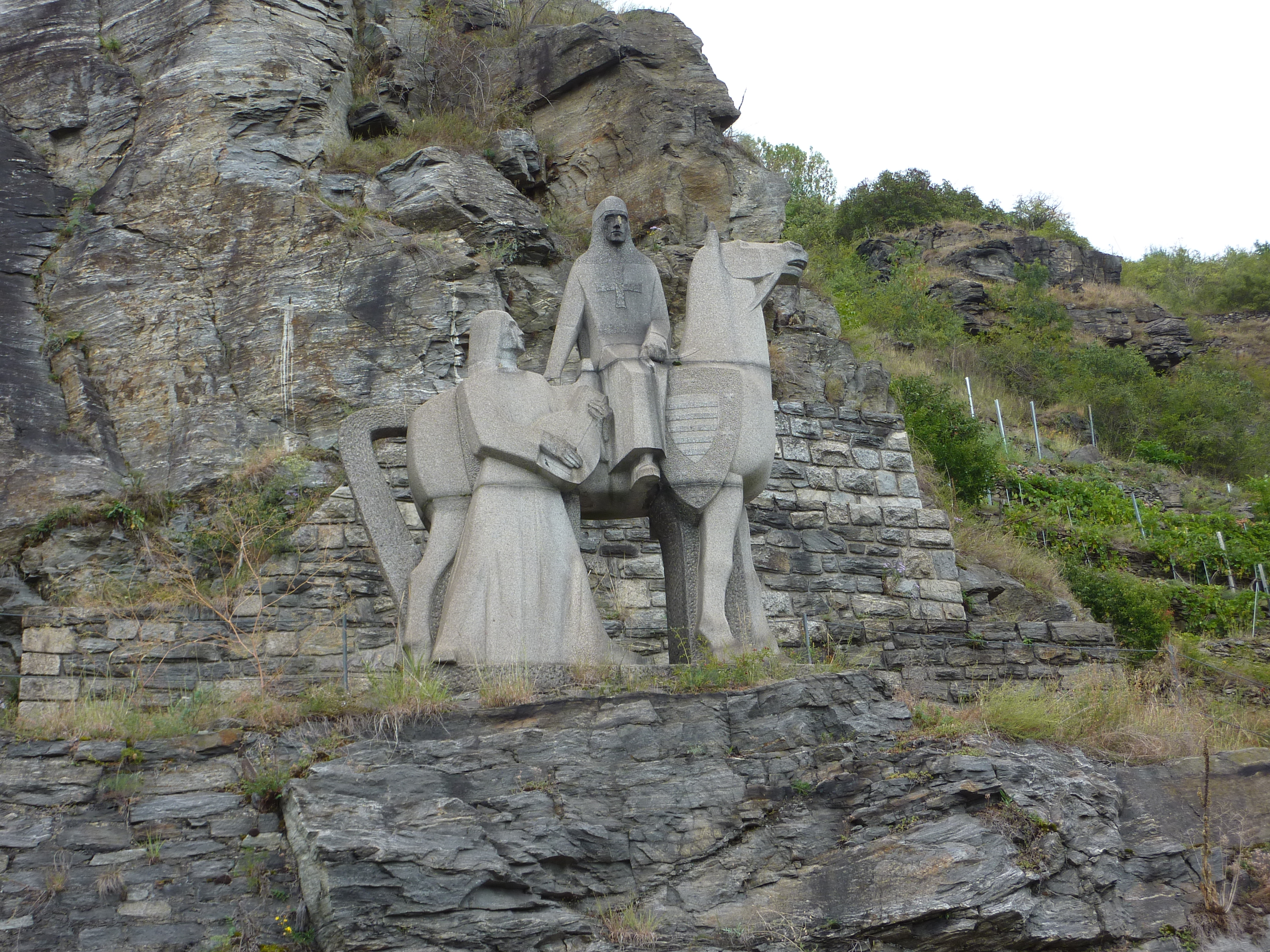
Памятник Блонделю и Ричарду недалеко от Дюрнштайна

За давностью времени, современная наука не располагает точными датами рождения и смерти Блонделя де Неля. Английские источники указывают 1155−1202 годы, французские — 1175−1210 годы.
Известно лишь, что родился он в Пикардии, и связан с легендой об английском короле Ричарде Львиное Сердце, учителем которого был в музыке и поэзии.
В легенде говорится, что когда в декабре 1192 года Ричард возвращался из Третьего крестового похода, то попал в плен и был передан в руки герцога Леопольда Австрийского, заточившего его в крепость в Дюрнштайне. Блондель, как менестрель короля Ричарда, искал своего хозяина и обнаружил его в крепости, где Ричард увидел Блонделя и напел песню, которую знали только они вдвоем. Вернувшись в Англию, Блондель сообщил о месте заточения Ричарда, после чего король был выкуплен за двести тысяч марок серебром.

## Память
- Французский гравёр Гюстав Доре создал гравюру, посвященную Блонделю.
- На основе легенды была создана опера Гретри «Ричард Львиное Сердце».[5]